# Festival cinematografico internazionale di Mosca 2013
La 35ª edizione del Festival cinematografico internazionale di Mosca si è svolta a Mosca dal 20 al 29 giugno 2013.
Il Giorgio d'Oro fu assegnato al film turco Zerre diretto da Erdem Tepegöz.

## Giuria
- Mohsen Makhmalbaf ( Iran - Presidente della Giuria)
- Ursula Meier ( Svizzera)
- Sergei Garmash ( Russia)
- Zurab Kipshidze ( Georgia)
- Kim Dong-ho ( Corea del Sud)

## Film in competizione
| Film                        | Regista                | Nazione                             |
| --------------------------- | ---------------------- | ----------------------------------- |
| Matterhorn                  | Diederik Ebbinge       | Paesi Bassi                         |
| Drogówka                    | Wojciech Smarzowski    | Polonia                             |
| Spaghetti Story             | Ciro de Caro           | Italia                              |
| Rol'                        | Konstantin Lopušanskyj | Russia                              |
| Los chicos del puerto       | Alberto Morais         | Spagna                              |
| Zerre                       | Erdem Tepegöz          | Turchia                             |
| Rosie                       | Marcel Gisler          | Svizzera                            |
| Sayonara keikoku            | Tatsushi Ōmori         | Giappone                            |
| Koma                        | Archil Kavtaradze      | Georgia                             |
| Skol'ženie                  | Anton Rozenberg        | Russia                              |
| L'autre vie de Richard Kemp | Germinal Alvarez       | Francia                             |
| Mamaroš                     | Momčilo Mrdaković      | Serbia, Germania, Francia, Ungheria |
| Le-ba-non kam-jeong         | Young-heun Jung        | Corea del Sud                       |
| Iuda                        | Andrej Bogatyrëv       | Russia                              |
| A Memória que me Contam     | Lúcia Murat            | Brasile                             |
| Delight                     | Gareth Jones           | Regno Unito                         |

## Premi
- Giorgio d'Oro: Zerre, regia di Erdem Tepegöz
- Premio Speciale della Giuria: Sayonara keikoku, regia di Tatsushi Ōmori
- Giorgio d'Argento:
  - Miglior Regista: Young-heun Jung per Le-ba-non kam-jeong
  - Miglior Attore: Aleksej Ševčenkov per Iuda
  - Miglior Attrice: Jale Arıkan per Zerre
- Premio Speciale per un eccezionale contributo al mondo del cinema: Costa-Gavras
- Premio Stanislavskij: Ksenija Rappoport